# Lê Xuân Hựu
Lê Xuân Hựu (10/10/1903-14/04/1969) là Đại biểu Quốc hội nước Việt Nam Dân chủ Cộng hòa khóa I
, Phó Chủ tịch Ủy ban Mặt trận Tổ quốc Việt Nam tỉnh Hưng Yên, Hội thẩm Tòa án nhân dân phúc thẩm khu Tả Ngạn.

## Thân thế
Lê Xuân Hựu sinh ngày 10/10/1903 ở xóm Đồng Giang, thôn Đoài, xã Phượng Lâu cũ (nay là thôn Phượng Lâu, xã Ngọc Thanh), huyện Kim Động, tỉnh Hưng Yên trong một gia đình quan lại, con của ông Lê Xuân Đệ (Trợ Đệ) và mẹ là bà Trần Thị Hạt.
Về họ nội, Lê Xuân Hựu sinh trưởng trong một dòng họ lớn, có tiếng tăm, truyền thống khoa bảng tại thôn Phượng Lâu.
Gia đình Lê Xuân Hựu có 7 anh chị em.

## Thời niên thiếu
Học chữ nho, học trường Pháp Việt các tỉnh, lên trường Trung học Bảo hộ (Collège du Protectorat Ha Noi), đậu bằng Br... Elémentaire, rồi học thêm 2 năm ở trường Cao đẳng Thương mại Đông Dương.

## Thời thanh niên
- Từ năm 1922 đến năm 1927, làm thư ký ngạch Ngân khố ở Hà Giang, Hải Dương, Hà Nội, sau từ chức vì ốm.
- Từ năm 1928 đến năm 1929, chủ nhiệm tờ Khai Hóa nhật báo ở Hà Nội, từng tham gia các phong trào Cách mạng thời kì đó như: tổ chức lễ truy điệu cụ Cử Lương Văn Can ở Hải Phòng, cụ Phan Chu Trinh ở Hà Nội. Cử ông Nguyễn Thái Học làm Tổng thư ký báo Khai Hóa lúc ông Nguyễn Thái Học tổ chức Việt Nam Quốc Dân Đảng. Lê Xuân Hựu còn tham gia tổ chức cuộc đón tiếp Toàn quyền Đông Dương là Varenne bằng những biểu ngữ đả đảo chế độ thuộc địa bóc lột, cho nên tờ báo Khai Hóa bị đóng cửa. Ông bị cản trở, triệu tập tới sở Mật thám nhiều lần. Cha đẻ và cha vợ ông (Bùi Phát Tường - Tuần phủ Hưng Yên giai đoạn 1929 - 1931) cũng bị liên lụy. Ông bị liệt vào sổ đen của Thực dân Pháp.
- Sau vụ Yên Bái ngày 10 tháng 2 năm 1930, Lê Xuân Hựu vào Sài Gòn, đi làm công cho một hãng buôn ít tháng rồi thi đậu vào sở Bưu điện Sài Gòn. Ở Bưu điện được 1 năm, Hà Nội chuyển sổ đen của ông vào, ông lại bị thải hồi.
- Năm 1932, ông làm kế toán trưởng cho một công ty Pháp ngành địa ốc - ngân hàng (Crédit hypothécaire de líndochine) ở Sài Gòn.
- Năm 1938, ông làm giám đốc quản lý Công ty Dưỡng khí và đất đèn Viễn thông của Pháp (Sté d' Oxygène et d' Acétylène d' Extrême Orient) ở Hà Nội cho đến ngày Toàn quốc kháng chiến (19/12/1946).

## Hoạt động sau Cách mạng Tháng Tám và trong thời kì Kháng chiến
- Từ tháng 5 năm 1945, Lê Xuân Hựu đã thường liên lạc mật thiết với Trưởng Tiểu ban Kinh tế của Tổng bộ Việt Minh là đồng chí Trần Đình Bách. Ủng hộ súng đạn cho Cục Quân giới, tích cực vận động trong tuần lễ vàng. Thành lập Ban quản trị Xí nghiệp ở nhà máy sản xuất hơi Oxygène Ngọc Hà.
- Tháng 9 năm 1945, Lê Xuân Hựu tham gia vào Ban Chấp hành Trung ương Công Thương Cứu Quốc Đoàn.
- Tháng 1 năm 1946, là Đại biểu Quốc hội nước Việt Nam Dân chủ Cộng hòa khóa I.[4]. Sau khi thảo luận với đồng chí Trần Đình Bách, Kỳ Vân,...ông được cử đến giúp các đồng chí Bồ Xuân Luật[5], Trương Trung Phụng, Lê Tùng Sơn,...
- Từ ngày 1 tháng 3 năm 1946 đến tháng 12 năm 1946, Lê Xuân Hựu là Đổng lý Sự vụ Bộ Canh Nông (nay là Bộ Nông nghiệp và Phát triển nông thôn)rồi được chuyển sang làm Đổng lý Văn phòng Bộ Canh nông.[6]
- Tháng 5 năm 1946, ông là Ủy viên Chấp hành Trung ương Hội Giúp Binh sĩ bị nạn, tổ chức được 5 tỉnh hội: Hà Đông, Ninh Bình, Kiến An, Hải Phòng, Thái Bình.
- Tháng 1 năm 1947, ông tham gia phái đoàn Chính phủ cùng với các ông Nguyễn Văn Tạo và Bồ Xuân Luật dẫn đầu đi thăm, động viên tinh thần kháng chiến của quân, dân 4 tỉnh: Phủ Lý - Nam Định - Ninh Bình và Thanh Hóa. Đến cuối tháng 3 năm 1947 mới trở về căn cứ địa Việt Bắc.
- Tháng 6 năm 1947, Lê Xuân Hựu là nhân viên phòng Thương binh thuộc Cục Chính trị.
- Tháng 8 năm 1947, theo sắc lệnh của Chủ tịch Hồ Chí Minh, ông làm Phó Đổng lý Sự vụ Bộ Thương binh do bác sĩ Vũ Đình Tụng làm Bộ trưởng. Ông được đặc phái đi tổ chức các sở, ty, trại thương binh của 4 khu: khu 2, khu 3, khu 10 và khu 11.
- Đầu năm 1950, ông bị bệnh nặng nên xin từ chức, từ Việt Bắc về Thanh Hóa, nơi vợ con ông tản cư.
- Giai đoạn 1951 năm 1954, ông vẫn tham gia sinh hoạt đều đặn với Ủy ban kháng chiến hành chính và Ủy ban Liên khu 3, Liên Việt tỉnh Thanh Hóa, Ủy ban kháng chiến hành chính tỉnh Thanh Hóa và được dự đầy đủ các khóa họp Quốc hội ở Việt Bắc.
- Tháng 10 năm 1955, ông cùng gia đình hồi cư từ Thanh Hóa về Hà Nội, ông được Mặt trận Tổ quốc Trung ương cử vào Ban vận động Đại hội Mặt trận dân tộc thống nhất tỉnh Hưng Yên và được bầu làm Phó Chủ tịch Mặt trận tỉnh.
- Tháng 12 năm 1956, ông được cử vào Tiểu ban Đấu tranh Thống nhất của Quốc hội[7].
- Tháng 4 năm 1959, ông tái cử là Ủy viên thường trực Mặt trận Tổ quốc tỉnh Hưng Yên.Ông còn được cử làm Hội thẩm nhân dân Tòa án Phúc thẩm khu Tả Ngạn và Tòa án nhân dân tỉnh Hưng Yên.

## Gia đình riêng
Lê Xuân Hựu kết hôn lần đầu với bà Bùi Thị Minh Hòa. Năm 1940, sau khi vợ cả mất ông lấy vợ hai là bà Trần Thị Diệm (con gái cụ thuốc Đồng An nổi tiếng ở Hưng Yên). Ông có 8 người con, 6 trai 2 gái.

## Tặng thưởng và Qua đời
Ghi nhận những công lao, đóng góp của ông Đảng, Nhà nước và Hồ Chủ tịch đã tặng thưởng:
- Huy hiệu Hồ Chủ tịch
- Kỷ niệm Kháng chiến
- Huân chương Kháng chiến chống Pháp hạng 3
- Bằng khen hạng nhất của Ủy ban Trung ương Mặt Trận Tổ Quốc Việt Nam[8]
- Bằng Gia đình vẻ vang
- Nhiều bằng khen, giấy khen khác...

Ngày 14/4/1969, sau một thời gian dài mắc bệnh nặng, ông mất tại bệnh viện Ấp Dâu (nay là Bệnh viện đa khoa) tỉnh Hưng Yên. Ông được an táng tại nghĩa trang quê nhà.